# Cerro Torrini (berg i Bolivia, La Paz, lat -16,80, long -67,50)
Cerro Torrini är ett berg i Bolivia.   Det ligger i departementet La Paz, i den centrala delen av landet, 300 km nordväst om huvudstaden Sucre. Toppen på Cerro Torrini är 4 981 meter över havet, eller 18 meter över den omgivande terrängen. Bredden vid basen är 0,20 km.
Terrängen runt Cerro Torrini är bergig åt nordväst, men åt sydost är den kuperad. Runt Cerro Torrini är det glesbefolkat, med 10 invånare per kvadratkilometer.. Närmaste större samhälle är Viloco, 17,5 km söder om Cerro Torrini. 
Trakten runt Cerro Torrini består i huvudsak av gräsmarker.